# المتوكل على الله بن الأفطس
المتوكل على الله عمر بن محمَّد بن الأفطس هو رابع وآخر حكام بني الأفطس على مدينة بطليوس في عصر ملوك الطوائف بالأندلس. توفِّي والده المظفر بن الأفطس عام 461 هـ، فدار صراعٌ بينه وبين أخيه يحيى المنصور لحيازة الحكم، وانتهى الصِّراع بوفاة هذا الأخير عام 464 هـ، فانفرد المتوكل بحكم الإمارة. استدعاه أهل طليطلة لحكم مدينتهم عام 472 هـ على إثر ثورةٍ اندلعت ضدَّ القادر بن ذي النون، لكن سُرعَان ما استعاد هذا المدينة بمعاونة مملكة قشتالة. أيَّد المتوكل استدعاء المرابطين إلى الأندلس لحماية ملوك الطوائف من خطر الممالك المسيحية، وشارك في معركة الزلاقة ضدَّها، لكن بعد أن انقلب أمير المرابطين يوسف بن تاشفين على ملوك الطوائف وبدأ بإسقاط إماراتهم، لجأ المتوكل إلى ألفونسو السادس ملك قشتالة لحمايته منهم. انتهى المتوكل بعد أن قامت الثورة عليه في مدينته بطليوس عام 487 هـ (1094م)، فاستغلَّ ذلك المرابطون وحاصروها ودخلوها، وأسروه ثمَّ أعدموه. اشتهر المتوكل بن الأفطس ببراعته في العلم والأدب وتشجيعه للشعراء والأدباء، ونعمت بطليوس في عصره بالسلام والرَّخاء.
قال ابن الخطيب في كتابه «أعمال الأعلام» بوصف المتوكل أنه كان «ملكاً عالي القدر مشهور الفضل، مثلاً في الجلالة والسرور، من أهل الرأي والحزم والبلاغة. وكانت مدينة بطليوس في مدته دار أدبٍ وشعرٍ ونحوٍ وعلم». عُرِفَ المتوكل أيضاً باسم ساجة نسبةً إلى شجرة الساجة، ولعلَّ ذلك لسمرة بشرته.

## وصوله إلى الحكم
بعد وفاة والده المظفر بن الأفطس عام 461 هـ ورث حكم الإمارة أخوه يحيى المنصور، وكان المتوكل آنذاك في مدينة يابرة، فلم يكد المنصور يتولى الحكم حتى ثار عليه. اندلعت حرب أهلية في دولة بني الأفطس، استمرت لأعوام، وانتهت بالوفاة المفاجئة للمنصور عام 464 هـ، فانفرد المتوكل بالحكم، وانتهى الصّراع. اتَّجه المتوكل عقبَ ذلك إلى بطليوس، بينما ترك ابنه العباس نائباً عنه على يابرة.

## سيطرته على طليطلة
بسط التوكل بن الأفطس سيطرته على طليطلة في عام 472 هـ (1079م) عقبَ ثورةٍ لأهلها على حاكمهم القادر بالله بن ذي النون، حيث خلعوا القادر في ثورة تزعَّمها رجل يدعى ابن القلاس، فأشار عليهم هذا بأن يستدعوا المتوكل ليحكم مدينتهم مكان القادر منعاً لانفلات القانون والأمن، وقد أقام المتوكل في طليطلة يقوم بشئونها لمدة عشرة شهور، حصل خلالها على الكثير من ذخائر المأمون وكنوزه، فجمع أثاثه وفراشه وأوانيه وأسلحته ونقلها كلَّها إلى بطليوس. وظلَّت المدينة في يده حتى استعان القادر بقشتالة لاستعادتها في شهر شوال عام 472 هـ (أبريل 1080م)، وبحسب بعض الروايات هرب المتوكل بمجرَّد سماعه أنباء قدوم القادر، بينما تفيد روايات بأنه دافع عنها وتعرَّض للحصار ثم هُزِمَ وانسحب. عندما تعرَّضت طليطلة للحصار على يد مملكة قشتالة عام 471 هـ، خرج المتوكل على رأس جيشٍ إلى القادر لمساندته، وعندما سمع ألفونسو بذلك لم يشأ خوض معركةٍ فانسحب. لكن بعد بضع سنواتٍ عاد ألفونسو من جديد على رأس جيشٍ ليحاصر طليطلة، فحاول المتوكل الخروج مجدداً لصدِّه، إلا إنَّ المعتمد بن عبَّاد حاصر بطليوس هذه المرة ومنعه من ذلك، وقد حاول المتوكل كذلك أن يرسل من ماردة جيشاً بقيادة ابنه الفضل لفك الحصار، إلا إنَّه فشل وانسحب بعد خسائر كبيرة، فسقطت طليطلة في عام 478 هـ (1085م).

## مراسلاته وحربه مع ألفونسو
بعد سقوط طليطلة شعر ألفونسو السادس ملك قشتالة بقوته وسلطته في الأندلس أمام ملوك الطوائف، فأرسل إلى المتوكل يطالبه بتسليم بعض القلاع والحصون وأداء الجزية، ولوح له بتهديداتٍ شديدة إن لم يستجب. وقد ردَّ المتوكل بالتالي على رسالة ألفونسو:
| المتوكل على الله بن الأفطس | وصل إلينا من عظيم الروم كتاب مدع في المقادير وأحكام العزيز القدير يرعد ويبرق ويجمع تارة ثم يفرق، ويهدد بجنوده المتوافرة وأحواله المتظاهرة، ولو علم أن لله جنوداً أعز بهم الإسلام وأظهر بهم دين نبيه محمد ، أعزة على الكافرين يجاهدون في سبيل الله، ولا يخافون، بالتقوى يعرفون، وبالتوبة يتضرعون، ولئن لمعت من خلف الروم بارقة فبإذن الله وليعلم المؤمنين وليميز الله الخبيث من الطيب ويعلم المنافقين، أما تعييرك للمسلمين فيما وهى من أحوالهم فبالذنوب المركومة .. ولو اتفقت كلمتنا مع سائرنا من الأملاك لعلمت أي مصاب أذقناك كما كانت آباؤك تتجرعه وبالأمس كانت قطيعة المنصور على سلفك لما أجبر أجدادك على دفع الجزية حتى أهدي جدك أحد بناته إليه، أما نحن إن قلت أعدادنا وعدم من المخلوقين استمدادنا فما بيننا وبينك بحر نخوضه ولا صعب نروده، ليس بيننا وبينك إلا السيوف تشهد بحدها رقاب قومك وجلاد تبصره في ليلك ونهارك وبالله وملائكته المسومين نتقوى عليك ونستعين ليس لنا سوي الله مطلب ولا لنا إلى غيره مهرب وما تتربصون بنا إلا إحدى الحسنيين نصر عليكم فيا لها من نعمة ومنة أو شهادة في سبيل الله فيا لها من جنة، وفي الله العوض مما به هددت وفرج يفرج بما نددت ويقطع بما أعددت. | المتوكل على الله بن الأفطس |

رغم ذلك، كان ألفونسو قد انتزع بالفعل مدينة قورية والقلاع المحيطة بها من يد المتوكل منذ عام 473 هـ (1080م)، وتعد هذه المدينة جزءاً من الأطراف الشمالية لمملكة بطليوس، وهي حصنها على نهر التاجة. وقد شعر المتوكل بالتهديد من ذلك. عندما قرَّر المعتمد بن عباد استدعاء المرابطين إلى الأندلس لمساعدة ملوك الطوائف في التغلُّب على قشتالة، كان المتوكل بن الأفطس من بين الداعمين والمؤيّدين للاستدعاء، فعمل على إرسال القاضي أبي الوليد الباجي ليذهب إلى ملوك الطوائف ويُحَذِّرهم من قشتالة ويحضُّهم على الاتحاد وإنجاد طليطلة (رغم ذلك، تشير بعض الروايات إلى أنَّ الباجي تولَّى مهمة دعوة ملوك الطوائف من تلقاء نفسه دون أمرٍ من المتوكل، بينما تقول روايات أخرى أنه عمل على دعمه وتشجيعه)، وقد تولَّى المتوكل بنفسه كتابة رسالة الاستدعاء التي أرسلت إلى يوسف بن تاشفين والتي وقَّع عليها سائر ملوك الطوائف.
شارك المتوكل عام 479 هـ (1086م) في معركة الزلاقة بين جيوش المرابطين وملوك الطوائف من جهةٍ ومملكة قشتالة والممالك المسيحية من جهةٍ أخرى، حيث رابطت الجيوش الإسلامية في بطليوس قبل توجُّهها للمعركة (لأن سهل الزلاقة يقع قريباً من المدينة)، وهناك انضمَّ المتوكل بجيشه إلى المسلمين، ويصفه أمير غرناطة عبد الله بن بلقين في كتابه «التبيان» بأنَّه كان «محتفلاً بعسكره: كلٌّ يرغب في الجهاد، قد أعمل جهده، ووطَّن على الموت نفسه». وتولَّى المتوكل خلال المعركة قيادة ميمنة الجيش الأندلسي، وهو الجيش الذي خاض الجزء الرئيسي من المعركة حتى وصول الدعم من المرابطين.

## هجوم المرابطين ومقتله
بعد معركة الزلاقة، عاد يوسف بن تاشفين وعبر البحر إلى الأندلس من جديد، وأراد هذه المرة من العبور ضمَّ دول طوائف الأندلس إلى مملكته. بدأ ابن تاشفين بمدينة غرناطة، فحاصرها واستولى عليها من أميرها عبد الله الزيري، وكانت تلك نهاية دولة بني زيري. وعندما سمع المتوكل والمعتمد بالأنباء ذهبا إليه ليهنِّئاه بفتحه، إلا إنَّ ابن تاشفين قابلهم بجفافٍ شديد، فقدَّما أعذاراً شكلية وأسرعا بالعودة إلى مملكتيهما. أرسل المعتمد إلى المتوكِّل بعد هذه الحادثة يقول له عن ابن تاشفين: «والله لا بدَّ أن يسقينا من الكأس التي أسقى بها عبد الله»، وأخذ المتوكل والمعتمد بنصح باقي ملوك الطوائف بأخذ استعداداتهم لغزو المرابطين.
بعد سقوط إشبيلية عاصمة بني عبَّاد على أيدي المرابطين في عام 484 هـ (1091م)، لجأ المتوكل بن الأفطس إلى ألفونسو السادس ملك قشتالة يطلب منه العون ضدَّ المرابطين، وترك المتوكل ألفونسو مقابلَ ذلك يستولي على مدن لشبونة وشنترين وشنترة التابعة لبطليوس، إلا إنَّه تمكن من اتّقاء المرابطين. لكن بعد ذلك قامت ثورةٌ في بطليوس ضدَّ المتوكل، ودعا أهلها سير بن أبي بكر (القائد المرابطي) لمساعدتهم بخلعه، فحاصر هذا المدينة ودخلها في شهر صفر عام 487 هـ (مارس 1094م)، وتحصَّن المتوكل مع ما تبقَّى من قواته في قلعة بطليوس، إلا إنَّه هُزِمَ، واقتيد أسيراً مع ابنيه العباس والفضل إلى إشبيلية. وقد قيل اتجه إليه حراسه على الطريق وقالوا له: «تأهَّب للموت»، فطلب أن يُقدَّم عليه ابناه ليحتسبهما عند الله وينال أجرهما، فحصل، وقتل ابناه أولاً، ثم قام هو ليُصلِّي ركعتين، فطُعِنَ بالرماح أثناء صلاته. أثارت قصَّة سقوط دولة بني الأفطس الحزن في قلوب الكثير من الشعراء، ومن أشهر القصائد التي كتبت في نعيها ابن عبدون المكناسي:

## العلم والأدب
اشتهر المتوكل بن الأفطس بموهبته في الأدب والشعر والنثر، وقد قارن الزركلي قدره في بطليوس بهذه العلوم بما كان للمعتمد بن عبَّاد في إشبيلية. قال المراكشي يمدحه بعد أن مدح والدَه المظفَّر: «وكانت لابنه المتوكل قدمٌ راسخة في صناعة النظم والنثر مع شجاعة مفرطة وفروسية تامَّة، وكان لا يُغِبُّ الغزو، ولا يشغله عنه شيء». بصورةٍ عامة، فإنَّ شهرة المتوكل بن الأفطس كانت بعلمه وأدبه أكثر منها بأعماله السياسية والعسكرية، فقد كان بلاطه دائماً قبلة للشعراء والأدباء. يقول عنه ابن الخطيب: «كان المتوكل ملكاً عالي القدر، مشهور الفضل، مثلاً في الجلالة والسرو، من أهل الرأي والحزم والبلاغة، وكانت مدينة بطليوس في مدته دار أدب وشعر ونحو وعلم». كذلك وصفه معاصره الفتح بن خاقان بقوله:
شهد عصر المتوكل بن الأفطس فترةً من السلام والرخاء الكبيرين في منطقة بطليوس، ففاقت في أمانها معظم دول طوائف الأندلس الأخرى.